# エイズ治療拠点病院
エイズ治療拠点病院（エイズちりょうきょてんびょういん）とは、地域におけるエイズ診療の中核的役割を果たすことを目的に整備された病院のことである。「エイズ診療拠点病院」と呼ばれることもある。

## 概要
エイズ診療における基本的な診療方針は、地域の医療機関において一般的な診療を施し、拠点病院においては重症の患者について専門的な医療を行うとされている。そのためエイズ治療拠点病院においては様々な症例に対応可能な、総合的で高度な医療を提供することを求められている。またエイズに関しては日進月歩で治療・診療方法が進歩しているため、拠点病院においてはそれらの情報の収集及び地域の医療機関への情報提供・教育を行うことも役割の一つとされ、各都道府県2ヶ所以上の拠点病院を整備することが望ましいと厚生省（現厚生労働省）より各都道府県に通達されている。

## 指定病院一覧
◎太字は、各ブロックにおける中核となるブロック拠点病院。また、国立国際医療研究センターに置かれているエイズ治療・研究開発センターが、エイズ診療・研究などの中核を担う。

### 北海道ブロック
- ◎北海道大学病院
- ◎旭川医科大学病院
- ◎札幌医科大学附属病院
- 市立函館病院
- 北海道立江差病院
- 小樽市立病院
- 国立病院機構北海道がんセンター
- 市立札幌病院
- 国立病院機構北海道医療センター
- 旭川赤十字病院
- 市立旭川病院
- 国立病院機構旭川医療センター
- 旭川厚生病院
- 帯広厚生病院
- 釧路赤十字病院
- 釧路労災病院
- 市立釧路総合病院
- 北見赤十字病院
- 広域紋別病院

### 東北ブロック

#### 青森県
- 青森県立中央病院
- 八戸市立市民病院
- 国立病院機構弘前総合医療センター
- 弘前大学医学部附属病院

#### 岩手県
- 岩手医科大学附属病院
- 国立病院機構盛岡病院
- 岩手県立中央病院
- 国立病院機構岩手病院

#### 秋田県
- 秋田大学医学部附属病院
- 秋田赤十字病院
- 大館市立総合病院
- 平鹿総合病院

#### 宮城県
- ◎国立病院機構仙台医療センター
- 宮城県立がんセンター
- 東北大学病院
- 国立病院機構仙台西多賀病院
- 仙台市立病院
- 国立病院機構宮城病院
- 宮城県立循環器・呼吸器病センター

#### 山形県
- 山形県立中央病院
- 山形市立病院済生館
- 山形大学医学部附属病院
- 公立置賜総合病院
- 米沢市立病院
- 山形県立新庄病院
- 鶴岡市立荘内病院
- 日本海総合病院
- 山形県立河北病院

#### 福島県
- 福島県立医科大学附属病院
- 白河厚生総合病院
- 公立岩瀬病院
- 国立病院機構福島病院
- 太田熱海病院
- 太田西ノ内病院
- 寿泉堂綜合病院
- 福島県立医科大学会津医療センター
- 竹田綜合病院
- 会津中央病院
- 福島労災病院
- いわき市立総合磐城共立病院
- 呉羽総合病院
- 南相馬市立総合病院

### 関東・甲信越ブロック

#### 茨城県
- 土浦協同病院
- 国立病院機構霞ヶ浦医療センター
- 東京医科大学茨城医療センター
- 筑波大学附属病院
- 茨城西南医療センター病院
- 茨城県立中央病院
- 水戸赤十字病院
- 国立病院機構水戸医療センター
- 国立病院機構茨城東病院

#### 栃木県
- 栃木県立がんセンター
- 国立病院機構栃木医療センター
- 栃木県済生会宇都宮病院
- 栃木県立岡本台病院
- 獨協医科大学病院
- 芳賀赤十字病院
- 那須赤十字病院
- 足利赤十字病院
- 自治医科大学附属病院
- 国立病院機構宇都宮病院

#### 群馬県
- 国立病院機構高崎総合医療センター
- 前橋赤十字病院
- 群馬大学医学部附属病院
- 国立病院機構渋川医療センター

#### 埼玉県
- 自治医科大学附属さいたま医療センター
- 国立病院機構東埼玉病院
- 埼玉医科大学病院
- 国立病院機構埼玉病院
- 国立病院機構西埼玉中央病院
- 防衛医科大学校病院

#### 千葉県
- 国立病院機構千葉医療センター
- 千葉大学医学部附属病院
- 国立病院機構千葉東病院
- 千葉県立東金病院
- 成田赤十字病院
- 総合病院国保旭中央病院
- 君津中央病院
- 亀田総合病院
- 東葛病院
- 順天堂大学医学部附属浦安病院

#### 東京都[1]
- 日本大学病院
- 聖路加国際病院
- 東京慈恵会医科大学附属病院
- 東京大学医科学研究所附属病院
- 東京都立駒込病院
- 順天堂大学医学部附属順天堂医院
- 東京大学医学部附属病院
- 東京医科歯科大学医学部附属病院
- 日本医科大学付属病院
- 昭和大学病院
- 東京都立荏原病院
- 東邦大学医療センター大森病院
- 国立病院機構東京医療センター
- 東京都立広尾病院
- 日本赤十字社医療センター
- 東京都立大久保病院
- 国立国際医療研究センター病院
- 東京医科大学病院
- 慶應義塾大学病院
- 東京女子医科大学病院
- 地域医療機能推進機構東京山手メディカルセンター
- 荻窪病院
- 東京都立大塚病院
- 帝京大学医学部附属病院
- 日本大学医学部附属板橋病院
- 東京都健康長寿医療センター
- 東京都立豊島病院
- 東京都立東部地域病院
- 東京慈恵会医科大学葛飾医療センター
- 東京都立墨東病院
- 東京臨海病院
- 青梅市立総合病院
- 東京医科大学八王子医療センター
- 町田市民病院
- 東京都立多摩南部地域病院
- 日本医科大学多摩永山病院
- 立川病院
- 武蔵野赤十字病院
- 杏林大学医学部付属病院
- 東京都立多摩総合医療センター
- 公立昭和病院
- 東京都立多摩北部医療センター
- 国立病院機構東京病院

#### 神奈川県
- 川崎市立川崎病院
- 川崎市立井田病院
- 聖マリアンナ医科大学病院
- 相模原赤十字病院
- 国立病院機構相模原病院
- 北里大学病院
- 横浜市立みなと赤十字病院
- 横浜市立大学附属市民総合医療センター
- 神奈川県立こども医療センター
- 康心会汐見台病院
- 横浜市立大学附属病院
- 横浜市立市民病院
- 国立病院機構横浜医療センター
- 厚木市立病院
- 秦野赤十字病院
- 神奈川県立足柄上病院
- 東海大学医学部付属病院

#### 新潟県
- ◎新潟大学医歯学総合病院
- ◎新潟市民病院
- ◎新潟県立新発田病院
- 長岡赤十字病院
- 新潟県立中央病院
- 国立病院機構西新潟中央病院

#### 山梨県
- 山梨県立中央病院
- 市立甲府病院
- 国立病院機構甲府病院
- 大月市立中央病院
- 山梨赤十字病院
- 都留市立病院
- 国民健康保険富士吉田市立病院
- 韮崎市国民健康保険韮崎市立病院
- 山梨大学医学部附属病院

#### 長野県
- 長野赤十字病院
- 長野県立信州医療センター
- 佐久総合病院
- 国立病院機構信州上田医療センター
- 信州大学医学部附属病院
- 国立病院機構まつもと医療センター松本病院
- 諏訪赤十字病院
- 飯田市立病院

### 東海ブロック

#### 岐阜県
- 岐阜県総合医療センター
- 岐阜大学医学部附属病院
- 国立病院機構長良医療センター
- 大垣市民病院
- 中部国際医療センター
- 高山赤十字病院
- 岐阜県立多治見病院
- 岐阜県立下呂温泉病院

#### 静岡県
- 沼津市立病院
- 順天堂大学医学部附属静岡病院
- 国立病院機構静岡医療センター
- 市立伊東市民病院
- 富士市立中央病院
- 富士宮市立病院
- 静岡赤十字病院
- 静岡県立総合病院
- 静岡市立静岡病院
- 静岡済生会総合病院
- 静岡市立清水病院
- 焼津市立総合病院
- 藤枝市立総合病院
- 市立島田市民病院
- 浜松赤十字病院
- 遠州病院
- 聖隷浜松病院
- 県西部浜松医療センター
- 浜松医科大学医学部附属病院
- 聖隷三方原病院
- 市立湖西病院
- 磐田市立総合病院

#### 愛知県
- ◎国立病院機構名古屋医療センター
- 豊橋市民病院
- 岡崎市民病院
- 安城更生病院
- 名古屋第一赤十字病院
- 名古屋市立大学医学部附属東部医療センター
- 国立病院機構東名古屋病院
- 名古屋大学医学部附属病院
- 名古屋第二赤十字病院
- 名古屋市立大学病院
- 藤田医科大学病院
- 愛知医科大学病院
- 愛知県立循環器呼吸器病センター
- 医療法人宏潤会　大同病院

#### 三重県
- 三重県立総合医療センター
- 国立病院機構三重中央医療センター
- 三重大学医学部附属病院
- 伊勢赤十字病院

### 北陸ブロック

#### 富山県
- 富山大学附属病院
- 富山県立中央病院

#### 石川県
- ◎ 石川県立中央病院
- 金沢医科大学病院
- 国立病院機構医王病院
- 金沢大学附属病院
- 国立病院機構金沢医療センター
- 国立病院機構石川病院
- 国民健康保険小松市民病院
- 公立能登総合病院

#### 福井県
- 福井大学医学部附属病院
- 福井県立病院
- 国立病院機構敦賀医療センター
- 市立敦賀病院

### 近畿ブロック

#### 滋賀県
- 滋賀医科大学医学部附属病院
- 国立病院機構東近江総合医療センター
- 国立病院機構滋賀病院
- 大津赤十字病院
- 滋賀県立総合病院
- 彦根市立病院

#### 京都府
- 京都大学医学部附属病院
- 京都府立医科大学附属病院
- 京都市立病院
- 京都第一赤十字病院
- 洛西ニュータウン病院
- 国立病院機構京都医療センター
- 京都山城総合医療センター
- 国立病院機構舞鶴医療センター
- 京都中部総合医療センター
- 京都府立医科大学附属北部医療センター

#### 大阪府
- ◎国立病院機構大阪医療センター
- 大阪市立総合医療センター
- 大阪公立大学医学部附属病院
- 大阪急性期・総合医療センター
- 国立病院機構大阪刀根山医療センター（旧・刀根山病院）
- 大阪大学医学部附属病院
- 大阪医科薬科大学病院
- 関西医科大学附属病院
- 地域医療機能推進機構星ヶ丘医療センター　(旧・星ヶ丘厚生年金病院)
- 市立東大阪医療センター
- 大阪はびきの医療センター
- 国立病院機構大阪南医療センター
- 近畿大学病院
- 堺市立総合医療センター
- 国立病院機構近畿中央呼吸器センター
- りんくう総合医療センター

#### 兵庫県
- 神戸大学医学部附属病院
- 神戸市立医療センター中央市民病院
- 国立病院機構神戸医療センター
- 兵庫県立淡路医療センター
- 兵庫県立尼崎総合医療センター
- 関西労災病院
- 兵庫医科大学病院
- 公立豊岡病院
- 国立病院機構兵庫中央病院
- 国立病院機構姫路医療センター
- 兵庫県立加古川医療センター

#### 奈良県
- 奈良県立医科大学附属病院
- 市立奈良病院

#### 和歌山県
- 和歌山県立医科大学附属病院
- 国立病院機構南和歌山医療センター

### 中国・四国ブロック

#### 鳥取県
- 鳥取県立中央病院
- 鳥取大学医学部附属病院
- 国立病院機構米子医療センター

#### 島根県
- 島根県立中央病院
- 島根大学医学部附属病院
- 国立病院機構浜田医療センター
- 松江赤十字病院
- 益田赤十字病院

#### 岡山県
- 川崎医科大学総合医療センター
- 岡山済生会総合病院
- 岡山大学病院
- 岡山赤十字病院
- 国立病院機構岡山医療センター
- 岡山労災病院
- 川崎医科大学附属病院
- 国立病院機構南岡山医療センター
- 津山中央病院
- 倉敷中央病院

#### 広島県
- ◎広島大学病院
- ◎県立広島病院
- ◎広島市立広島市民病院
- 国立病院機構福山医療センター
- 国立病院機構呉医療センター

#### 山口県
- 国立病院機構岩国医療センター
- 山口県立総合医療センター
- 国立病院機構関門医療センター
- 国立病院機構山口宇部医療センター
- 山口大学医学部附属病院

#### 徳島県
- ◎徳島大学病院
- ◎徳島県立中央病院
- 徳島県鳴門病院
- 徳島県立海部病院

#### 香川県
- 高松赤十字病院
- 香川県立中央病院
- 香川大学医学部附属病院
- 国立病院機構四国こどもとおとなの医療センター
- 三豊総合病院

#### 愛媛県
- 愛媛県立中央病院
- 松山赤十字病院
- 松山記念病院
- 国立病院機構愛媛医療センター
- 愛媛大学医学部附属病院
- 愛媛県立新居浜病院
- 愛媛労災病院
- 十全総合病院
- 済生会西条病院
- 西条中央病院
- 村上記念病院
- 西条市立周桑病院
- 愛媛県立今治病院
- 市立大洲病院
- 市立八幡浜総合病院
- 市立宇和島病院
- 地域医療機能推進機構宇和島病院
- 愛媛県立南宇和病院
- 公立学校共済組合三島医療センター

#### 高知県
- 国立病院機構高知病院
- 高知医療センター
- 高知大学医学部附属病院
- 高知県立あき総合病院
- 高知県立幡多けんみん病院

### 九州ブロック

#### 福岡県
- ◎国立病院機構九州医療センター
- 産業医科大学病院
- 九州大学病院
- 福岡大学病院
- 飯塚病院
- 久留米大学病院
- 聖マリア病院

#### 佐賀県
- 佐賀県医療センター好生館
- 佐賀大学医学部附属病院

#### 長崎県
- 長崎大学病院
- 国立病院機構長崎医療センター
- 佐世保市総合医療センター

#### 熊本県
- 国立病院機構熊本医療センター
- 熊本大学医学部附属病院
- 熊本市立熊本市民病院

#### 大分県
- 国立病院機構大分医療センター
- 大分県立病院
- 国立病院機構別府医療センター
- 国立病院機構西別府病院
- 大分大学医学部附属病院

#### 宮崎県
- 県立宮崎病院
- 国立病院機構都城医療センター
- 宮崎大学医学部附属病院

#### 鹿児島県
- 鹿児島大学病院
- 国立病院機構鹿児島医療センター
- 県民健康プラザ鹿屋医療センター
- 県立大島病院
- 出水総合医療センター
- 今給黎総合病院

#### 沖縄県
- 沖縄県立南部医療センター・こども医療センター
- 琉球大学病院
- 沖縄県立中部病院